# Nuxis
Nuxis är en ort och kommun i provinsen Sydsardinien i regionen Sardinien i sydvästra Italien. Kommunen hade 1 557 invånare (2017).